# تيودور فريدريك لودفيغ فون نيس إيزنبيك
تيودور فريدريك لودفيغ فون نيس إيزنبيك (بالألمانية: Theodor Friedrich Ludwig Nees von Esenbeck) (و. 1787 – 1837 م) هو عالم نبات، وعالم صيدلية من ألمانيا. ولد في إرباخ در أودنفالد.
توفي في هييريس.

## التعليم
تعلم في جامعة ليدن.